# Melinaea magnifica
Melinaea magnifica är en fjärilsart som beskrevs av Richard Haensch 1905. Melinaea magnifica ingår i släktet Melinaea och familjen praktfjärilar. Inga underarter finns listade i Catalogue of Life.